# Kepler-11
Kepler-11 è una stella nana gialla visibile nella costellazione del Cigno. Distante circa 2000 anni luce dal sistema solare, la stella possiede un sistema planetario costituito da almeno sei pianeti.

## Caratteristiche
La stella centrale del sistema di Kepler-11 è una nana gialla di classe spettrale GV; si tratta pertanto di una stella molto simile al Sole: possiede infatti circa il 95% della massa solare ed un raggio quasi pari a quello della nostra stella. Con un'età stimata intorno ai 6–10 miliardi di anni, Kepler-11 è caratterizzata da una metallicità molto simile a quella del Sole.
Data la sua magnitudine apparente, pari a circa +14,2 (che la rende invisibile ad occhio nudo), e la distanza di circa 2000 anni luce, è possibile stimare che la stella abbia una temperatura effettiva compresa tra 5500 e 5700 kelvin ed una luminosità simile a quella del Sole.

## Sistema planetario

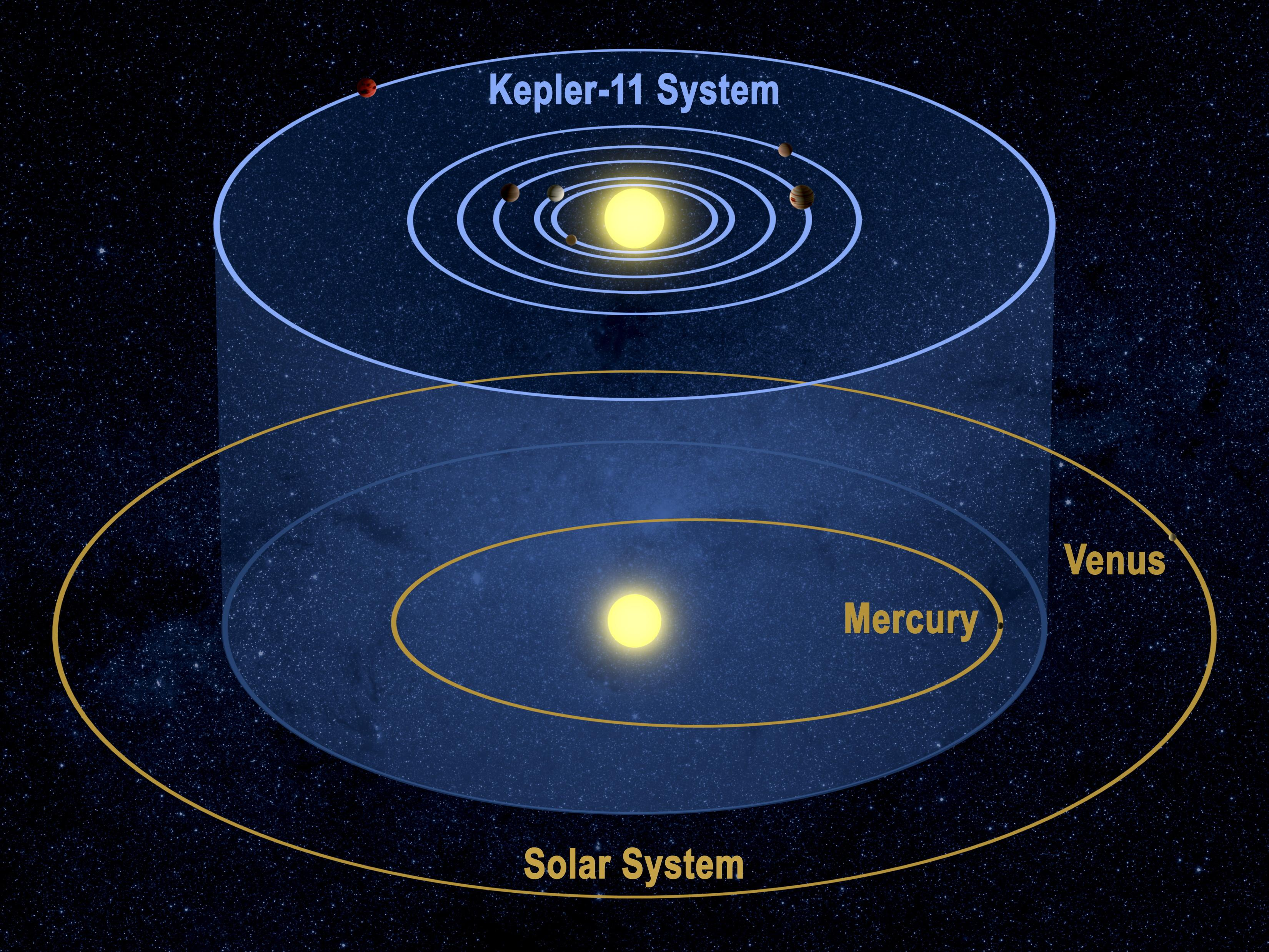
Raffronto tra le orbite del sistema e quelle di Mercurio e Venere.

In orbita attorno alla stella il telescopio spaziale Kepler ha rilevato la presenza di non meno di sei pianeti; la scoperta è stata eseguita durante una piccola survey osservativa del cielo ed annunciata il 2 febbraio 2011. Tutti e sei i pianeti sono transitanti sulla superficie della stella rispetto alla linea di vista terrestre, in virtù della loro inclinazione rispetto alla nostra linea di vista inferiore al grado. Questa proprietà ha reso possibile una misurazione diretta dei diametri e dei periodi orbitali semplicemente monitorando le eclissi della stella da parte dei pianeti.
Le simulazioni computerizzate suggeriscono che le inclinazioni orbitali medie dei pianeti siano di circa 1°, il che significa che probabilmente il sistema è maggiormente complanare rispetto al sistema solare, in cui l'inclinazione media è uguale a 2,3°. Quello che orbita attorno a Kepler-11 è il primo sistema extrasolare scoperto con più di tre pianeti transitanti. I pianeti sono stati denominati secondo le convenzioni della nomenclatura planetaria, assegnando loro una lettera dell'alfabeto latino; a partire dal più vicino alla stella, b, c, d, e, f e g.
Il sistema è il più compatto conosciuto: le orbite dei pianeti da "b" ad "f" infatti giacciono tutte ad una distanza inferiore a quella che separa Mercurio dal Sole, mentre l'orbita di g è più larga del 20% rispetto all'orbita di Mercurio. A dispetto della compattezza delle orbite, le simulazioni indicano che il sistema è potenzialmente stabile in una scala temporale di milioni di anni.

### I pianeti
Le masse stimate dei pianeti da "b" ad "f" ricadono in un range compreso tra la massa della Terra e quella di Nettuno; si tratterebbe dunque di super Terre. Tuttavia, le loro densità piuttosto basse sembrano indicare che nessuno di questi presenti abbia una composizione simile a quella del nostro pianeta; per i pianeti "d", "e" e forse "f" sembra più probabile una significativa atmosfera di idrogeno, mentre i pianeti "b" e "c" probabilmente contengono delle cospicue quantità di ghiacci e/o idrogeno ed elio. Tali densità potrebbero anche indicare la presenza di un piccolo nucleo solido (roccioso o ferroso) circondato da una vasta atmosfera.
Nessuno dei pianeti presenta una risonanza orbitale a basso rapporto, anche se "b" e c sono molto prossimi ad una risonanza 5:4.

### Prospetto
Segue un prospetto con le caratteristiche del sistema planetario:
| Pianeta | Massa              | Raggio  | Densità    | Periodo orb.    | Sem. maggiore | Eccentricità | Incl. orbita | Scoperta |
| --- | ------------------ | ------- | ---------- | --------------- | ------------- | ------------ | ------------ | -------- |
| b | 2,78+0,64 −0,66 M⊕ | 1,83 r⊕ | 2,45 g/cm³ | 10,3039 giorni  | 0,091 UA      | 0,045        | 89,64°       | 2011     |
| c | 5,0+1,3 −1,35 M⊕   | 2,89 r⊕ | 1,11 g/cm³ | 13,0241 giorni  | 0,107 UA      | 0,026        | 89,59°       | 2011     |
| d | 8,13±0,67 M⊕       | 3,21 r⊕ | 2,33 g/cm³ | 22,6845 giorni  | 0,155 UA      | 0,004        | 89,67°       | 2011     |
| e | 9,48+0,86 −0,88 M⊕ | 4,26 r⊕ | 0,66 g/cm³ | 31,9996 giorni  | 0,195 UA      | 0,012        | 88,89°       | 2011     |
| f | 2,53+0,49 −0,45 M⊕ | 2,54 r⊕ | 0,83 g/cm³ | 46,6888 giorni  | 0,25 UA       | 0,013        | 89,47°       | 2011     |
| g | <27 M⊕             | 3,33 r⊕ | <4,5 g/cm³ | 118,3807 giorni | 0,466 UA      | 0,15         | 89,87°       | 2011     |
| Dimensioni relative e posizioni dei sei pianeti di Kepler-11. (La stella a, in giallo, presenta un diametro in scala reale, mentre i diametri dei pianeti sono ingranditi cinquanta volte) |                    |         |            |                 |               |              |              |          |
| Confronto tra il sistema solare interno e il sistema di Kepler-11 (tutti i pianeti sono ingranditi cinquanta volte).                                                                       |                    |         |            |                 |               |              |              |          |